# El Arbi
El Arbi é uma música do cantor argelino Cheb Khaled, lançada no seu álbum Khaled, de 1992. A canção é mais conhecida pelo público brasileiro, tendo feito sucesso nos anos de 1999 e 2000.
A canção, segundo Khaled, é uma exaltação sobre sua terra. "Não há flores ou delícias que me façam esquecer o deserto", diz um trecho.
No Brasil, tornou-se sucesso após aparecer nas pistas de dança. A música também foi escolhida pelo DJ Theo Werneck para animar a participação da personagem Feiticeira durante o programa O+, da Band. Ficou 5 semanas seguidas no topo das paradas, tornando-se a música árabe mais tocada no Brasil. Acabou sendo incluída na trilha-sonora da novela Vila Madalena, da TV Globo, como tema da personagem Marinalva, interpretada pela atriz Rosi Campos.
Devido a esse sucesso, o videoclipe da canção figurou por duas semanas no Top 20 do programa Disk MTV, em fevereiro do ano 2000. Figurando na semana de 19 de fevereiro de 2000 na 20ª posição e na semana seguinte subiu para a 18ª colocação em 26 de fevereiro de 2000.
Ao longo dos anos, a canção continuou sendo lembrada como sinônimo de cultura árabe para os brasileiros. Em 2022, ou seja, 30 anos depois de seu lançamento, El Arbi voltou a fazer sucesso após os brasileiros que viajavam para a Copa do Mundo de 2022, no Catar, utilizarem a música para postagens em redes sociais.

## Versão brasileira
Via Negromonte tem uma versão nacional da canção El Arbi. Me Leve havia sido gravada para o álbum Pura Eu, em 1997, bem antes da versão original tocar nas rádios do Brasil. Com o sucesso de Khaled, a cantora voltou a interpretar a canção em seus shows.

## Covers e Paródias
- Em 2000, a banda carioca de Rock cômico Os Anjos fez uma paródia desta canção e a gravou no álbum Os Anjos, com o título "Vou Ter Que Rir".
- No mesmo ano, o grupo Café com Bobagem lançou a paródia "Morrer De Rir", no álbum O Humor Do Brasil!.[15]